# Patrice Bäumel
Pour les articles homonymes, voir Baumel.
Patrice Bäumel, né en 1975 à Freital, est un DJ, producteur de musique électronique allemand.

## Biographie
Il s'est surtout fait un nom aux Pays-Bas, où il a mixé pendant des années en tant que DJ résident dans l'ancien Trouw Club d'Amsterdam, qui comptait autrefois parmi les « meilleurs clubs d'Europe ». Il est surtout connu pour des productions comme par exemple Surge, Glutes ou Roar. En 2017, il est nommé aux DJ Awards dans la catégorie deep house.
Il a notamment participé en tant que DJ à des événements tels que le DGTL Festival ou le Lowlands Festival, Kompakt Night ou Boiler Room. Il a également participé à des émissions de radio telles que BBC Essential Mix, DJ Mag, Beatport BP038. En 2017, il sort son nouvel EP Glutes, qui contient l'autre morceau notable Engage, au label Afterlife Recordings.
En 2019, Berlin #GU42, une compilation de mixes, est sortie sur le label Global Underground. En 2008, le mix RA.115 est paru sur Resident Advisor. Le morceau Max Cooper - Organa (Patrice Baumel Remix) a été élu Tracks of the Year 2017 par Faze Magazine. 

## Discographie

### Albums studio
- 2010 : Vapour[9]

### Singles et EP
- 2008 : Roar (Get Physical Music)
- 2011 : Panic / Vapour
- 2011 : Mike Tyson
- 2012 : Chase
- 2014 : Speicher 81
- 2015 : Speicher 85
- 2016 : North
- 2016 : Speicher 89
- 2017 : Speicher 98 (EP, Kompakt)[10].
- 2018 : The Hatchet (EP)
- 2019 : Glutes (EP)
- 2019 : Grace Puppets (single)
- 2020 : Transmission (EP)

### Remixes
- Booka Shade – Sweet Lies (Patrice Bäumel Rmx)
- Marc Romboy – Sonora (Patrice Bäumel Remix)
- John Digweed – The Light (Patrice Bäumel Remix)
- Fairmont – Gazebo (Patrice Baumel Remix)
- Stephan Bodzin – Sungam (Remixes)
- Depeche Mode – Where's the Revolution (Patrice Bäumel Remix)